# El Bajío (Tabasco)
El Bajío es una localidad del municipio de Centro ubicado en la subregión centro del estado mexicano de Tabasco.

## Geografía
La localidad de El Bajío se sitúa en las coordenadas geográficas 17°59′25″N 92°47′16″O / 17.990278, -92.787778, a una elevación de 15 metros sobre el nivel del mar.

## Demografía
Según el Conteo de Población y Vivienda 2020, efectuado por el Instituto Nacional de Estadística y Geografía, la localidad de El Bajío tiene 850 habitantes, de los cuales 426 son del sexo masculino y 424 del sexo femenino. Su tasa de fecundidad es de 2.15 hijos por mujer y tiene 222 viviendas particulares habitadas.
| Gráfica de evolución demográfica de El Bajío entre 1980 y 2020 |
|                                                                |
| INEGI.                                                         |